# 132
Het jaar 132 is het 32e jaar in de 2e eeuw volgens de christelijke jaartelling.

## Gebeurtenissen

### Palestina
- Begin van de Bar Kochba Opstand: Joodse opstandelingen onder leiding van Sjimon bar Kochba (door aanhangers beschouwd als messias) heroveren Jeruzalem en stichten een onafhankelijke staat.
- Quintus Tineius Rufus, gouverneur van Judea, weet de opstand niet te onderdrukken. Legio X Fretensis wordt geëvacueerd uit Jeruzalem en trekt zich terug naar Caesarea.
- Legio XXII Deiotariana vertrekt vanuit Alexandrië naar Judea en wordt in een guerrilla-oorlog door de opstandelingen vernietigd.

### China
- Zhang Heng, Chinees astronoom, vindt de eerste seismograaf uit. Het apparaat kan aardbevingen registreren tot een afstand van ca. 500 kilometer.

## Geboren
- Han Huandi, keizer van het Chinese Keizerrijk (overleden 168)